# Raluca Olaru
Raluca Olaru, właśc. Ioana Raluca Olaru (ur. 3 marca 1989 w Bukareszcie) – rumuńska tenisistka.

## Kariera tenisowa
Olaru jest tenisistką praworęczną z oburęcznym backhandem. W 2005 roku została finalistką juniorskiego wielkoszlemowego French Open zarówno w grze pojedynczej, jak i w podwójnej.
Jest zwyciężczynią licznych turniejów ITF w obydwu konkurencjach. W październiku 2006 roku zadebiutowała w imprezie zawodowej w Seulu, po przejściu kwalifikacji. W pierwszej rundzie uległa Japonce Ai Sugiyamie 6:1, 2:6, 4:6. Tydzień później przegrała w trzeciej rundzie kwalifikacji do imprezy w Tokio z Camille Pin. W Québecu również odpadła na tym samym etapie.
W parze z Mihaelą Buzărnescu triumfowała w deblowym US Open 2006 w konkurencji gry podwójnej dziewcząt, pokonując w spotkaniu mistrzowskim debel Sharon Fichman–Anastasija Pawluczenkowa. Rumunki pozbawiły w ten sposób Pawluczenkową juniorskiego deblowego Wielkiego Szlema.
Pierwszego wygranego zawodowego spotkania doczekała się w lutym 2007 w Memphis. Przeszła kwalifikacje, a w pierwszej rundzie pokonała Lauren Albanese 3:6, 6:4, 6:3. Wygrała z Abigail Spears i liderką rankingu deblistek, Samanthą Stosur, w półfinale ulegając Venus Williams. Ustanowiła tym samym rekord swojego najlepszego występu zawodowego, czyli jedną drugą finału.
W karierze osiągnęła jeden finał zawodów singlowych WTA Tour. W 2009 roku przegrała w meczu mistrzowskim w Bad Gastein z Andreą Petković 2:6, 3:6.
W grze podwójnej sześciokrotnie osiągała finał. Pierwszy w Budapeszcie w 2008 roku, gdy razem z Vanessą Henke uległy Alizé Cornet i Janette Husárovej 7:6(5), 1:6, 6–10. W tym samym roku w Taszkencie, gdzie występowała razem z Olhą Sawczuk, triumfowała, wygrywając nad parą Nina Bratczikowa–Kathrin Wörle 5:7, 7:5, 10–7.
W 2011 roku w Acapulco wspólnie z Mariją Korytcewą pokonały w meczu mistrzowskim Lourdes Domínguez Lino oraz Arantxę Parrę Santonję wynikiem 3:6, 6:1, 10–4.
W sezonie 2013 jej partnerką była Walerija Sołowjowa. W kwietniu debel awansował do finału w Katowicach, ulegając Larze Arruabarrenie i Lourdes Domínguez Lino 4:6, 5:7. W czerwcu para zwyciężyła w Norymberdze, triumfując nad Anną-Leną Grönefeld i Květą Peschke 2:6, 7:6(3), 11–9.
W maju 2014 roku awansowała do finału zawodów w Norymberdze. W meczu mistrzowskim razem z Szachar Pe’er uległy parze Michaëlla Krajicek–Karolína Plíšková wynikiem 0:6, 6:4, 6–10. W lipcu debel osiągnął finał w Baku. Zawodniczki przegrały jednak z Aleksandrą Panową i Heather Watson 2:6, 6:7(3).
Łącznie wygrała w jedenastu turniejach w grze podwójnej w ramach rozgrywek cyklu WTA Tour (dwa razy z Olhą Sawczuk i Nadiją Kiczenok oraz po razie w parze z Mariją Korytcewą, Waleriją Sołowjową, Aną Tatiszwili, İpek Soylu, Iriną-Camelią Begu, Anną Blinkową, Mihaelą Buzărnescu), a także dwunastokrotnie przegrywała w finałach. Osiągnęła też jeden finał zawodów cyklu WTA 125K series.
Od 2007 roku reprezentuje Rumunię w rozgrywkach Pucharu Federacji.

## Finały turniejów WTA
| Legenda                     | Legenda |
| --------------------------- | ------- |
| Wielki Szlem                |         |
| Igrzyska olimpijskie        |         |
| WTA Tour Championships      |         |
| 1988 – 2008                 |         |
| Kategoria I                 |         |
| Kategoria II                |         |
| Kategoria III               |         |
| Kategoria IV                |         |
| Kategoria V                 |         |
| 2009 – 2020                 |         |
| WTA Premier Mandatory       |         |
| WTA Premier 5               |         |
| WTA Premier                 |         |
| WTA International Series    |         |
| WTA 125K series (2012–2020) |         |
| od 2021                     |         |
| WTA 1000 (obowiązkowe)      |         |
| WTA 1000 (nieobowiązkowe)   |         |
| WTA 500                     |         |
| WTA 250                     |         |
| WTA 125                     |         |

### Gra pojedyncza 1 (0–1)
| Końcowy wynik | Nr | Data          | Turniej     | Nawierzchnia | Przeciwniczka   | Wynik finału |
| ------------- | -- | ------------- | ----------- | ------------ | --------------- | ------------ |
| Finalistka    | 1. | 26 lipca 2009 | Bad Gastein | Ceglana      | Andrea Petković | 2:6, 3:6     |

### Gra podwójna 24 (11–13)
| Końcowy wynik | Nr  | Data                 | Turniej                  | Nawierzchnia   | Partnerka          | Przeciwniczki                                 | Wynik finału      |
| ------------- | --- | -------------------- | ------------------------ | -------------- | ------------------ | --------------------------------------------- | ----------------- |
| Finalistka    | 1.  | 5 lipca 2008         | Budapeszt                | Ceglana        | Vanessa Henke      | Alizé Cornet Janette Husárová                 | 7:6(5), 1:6, 6–10 |
| Zwyciężczyni  | 1.  | 5 października 2008  | Taszkent                 | Twarda         | Olha Sawczuk       | Nina Bratczikowa Kathrin Wörle                | 5:7, 7:5, 10–7    |
| Zwyciężczyni  | 2.  | 26 lutego 2011       | Acapulco                 | Twarda         | Marija Korytcewa   | Lourdes Domínguez Lino Arantxa Parra Santonja | 3:6, 6:1, 10–4    |
| Finalistka    | 2.  | 14 kwietnia 2013     | Katowice                 | Ceglana (hala) | Walerija Sołowjowa | Lara Arruabarrena Lourdes Domínguez Lino      | 4:6, 5:7          |
| Zwyciężczyni  | 3.  | 15 czerwca 2013      | Norymberga               | Ceglana        | Walerija Sołowjowa | Anna-Lena Grönefeld Květa Peschke             | 2:6, 7:6(3), 11–9 |
| Finalistka    | 3.  | 24 maja 2014         | Norymberga               | Ceglana        | Szachar Pe’er      | Michaëlla Krajicek Karolína Plíšková          | 0:6, 6:4, 6–10    |
| Finalistka    | 4.  | 27 lipca 2014        | Baku                     | Twarda         | Szachar Pe’er      | Aleksandra Panowa Heather Watson              | 2:6, 6:7(3)       |
| Zwyciężczyni  | 4.  | 12 października 2014 | Linz                     | Twarda (hala)  | Ana Tatiszwili     | Annika Beck Caroline Garcia                   | 6:2, 6:1          |
| Finalistka    | 5.  | 23 maja 2015         | Norymberga               | Ceglana        | Lara Arruabarrena  | Chan Hao-ching Anabel Medina Garrigues        | 4:6, 6:7(5)       |
| Finalistka    | 6.  | 29 kwietnia 2016     | Rabat                    | Ceglana        | Tatjana Maria      | Xenia Knoll Aleksandra Krunić                 | 3:6, 0:6          |
| Zwyciężczyni  | 5.  | 1 października 2016  | Taszkent                 | Twarda         | İpek Soylu         | Demi Schuurs Renata Voráčová                  | 7:5, 6:3          |
| Finalistka    | 7.  | 7 stycznia 2017      | Shenzhen                 | Twarda         | Olha Sawczuk       | Andrea Hlaváčková Peng Shuai                  | 1:6, 5:7          |
| Zwyciężczyni  | 6.  | 14 stycznia 2017     | Hobart                   | Twarda         | Olha Sawczuk       | Gabriela Dabrowski Yang Zhaoxuan              | 0:6, 6:4, 10–5    |
| Zwyciężczyni  | 7.  | 23 lipca 2017        | Bukareszt                | Ceglana        | Irina-Camelia Begu | Elise Mertens Demi Schuurs                    | 6:3, 6:3          |
| Zwyciężczyni  | 8.  | 4 maja 2018          | Rabat                    | Ceglana        | Anna Blinkowa      | Georgina García Pérez Fanny Stollár           | 6:4, 6:4          |
| Zwyciężczyni  | 9.  | 26 maja 2018         | Strasburg                | Ceglana        | Mihaela Buzărnescu | Nadija Kiczenok Anastasija Rodionowa          | 7:5, 7:5          |
| Finalistka    | 8.  | 29 września 2018     | Taszkent                 | Twarda         | Irina-Camelia Begu | Olga Danilović Tamara Zidanšek                | 5:7, 3:6          |
| Finalistka    | 9.  | 19 października 2018 | Moskwa                   | Twarda (hala)  | Darija Jurak       | Aleksandra Panowa Laura Siegemund             | 2:6, 6:7(2)       |
| Finalistka    | 10. | 16 sierpnia 2020     | Praga                    | Ceglana        | Monica Niculescu   | Lucie Hradecká Kristýna Plíšková              | 2:6, 2:6          |
| Finalistka    | 11. | 20 września 2020     | Rzym                     | Ceglana        | Anna-Lena Friedsam | Hsieh Su-wei Barbora Strýcová                 | 2:6, 2:6          |
| Zwyciężczyni  | 10. | 21 marca 2021        | Petersburg               | Twarda (hala)  | Nadija Kiczenok    | Kaitlyn Christian Sabrina Santamaria          | 2:6, 6:3, 10–8    |
| Finalistka    | 12. | 26 czerwca 2021      | Bad Homburg vor der Höhe | Trawiasta      | Nadija Kiczenok    | Darija Jurak Andreja Klepač                   | 3:6, 1:6          |
| Zwyciężczyni  | 11. | 28 sierpnia 2021     | Chicago                  | Twarda         | Nadija Kiczenok    | Ludmyła Kiczenok Makoto Ninomiya              | 7:6(6), 5:7, 10–8 |
| Finalistka    | 13. | 23 października 2021 | Moskwa                   | Twarda         | Nadija Kiczenok    | Jeļena Ostapenko Kateřina Siniaková           | 2:6, 6:4, 8-10    |

## Finały turniejów WTA 125K series

### Gra podwójna 1 (0–1)
| Końcowy wynik | Nr | Data           | Turniej | Nawierzchnia | Partnerka  | Przeciwniczki            | Wynik finału |
| ------------- | -- | -------------- | ------- | ------------ | ---------- | ------------------------ | ------------ |
| Finalistka    | 1. | 5 czerwca 2016 | Bol     | Ceglana      | İpek Soylu | Xenia Knoll Petra Martić | 3:6, 2:6     |

## Występy w Turnieju Mistrzyń

### W grze podwójnej
| Rok  | Rezultat              | Partnerka       | Przeciwniczki | Wynik         |
| 2021 | Zawodniczki rezerwowe | Nadija Kiczenok | nie wystąpiły | nie wystąpiły |

## Występy w igrzyskach olimpijskich

### Gra podwójna
| Runda                                                                            | Partnerka        | Przeciwniczki                                      | Wynik          |
| -------------------------------------------------------------------------------- | ---------------- | -------------------------------------------------- | -------------- |
|                                                                                  |                  |                                                    |                |
| Letnie Igrzyska Olimpijskie w Rio de Janeiro 2016, reprezentując państwo Rumunia |                  |                                                    |                |
| I runda                                                                          | Andreea Mitu     | Węgry: Tímea Babos / Réka Luca Jani                | 6:3, 6:4       |
| II runda                                                                         | Andreea Mitu     | Rosja: Jekatierina Makarowa / Jelena Wiesnina [7]  | 1:6, 4:6       |
|                                                                                  |                  |                                                    |                |
| Letnie Igrzyska Olimpijskie w Tokio 2020, reprezentując państwo Rumunia          |                  |                                                    |                |
| I runda                                                                          | Monica Niculescu | Chińskie Tajpej: Chan Hao-ching / Latisha Chan [5] | 7:5, 1:6, 10–6 |
| II runda                                                                         | Monica Niculescu | Australia: Ellen Perez / Samantha Stosur           | 6:7(3), 5:7    |

## Finały juniorskich turniejów wielkoszlemowych

### Gra pojedyncza (1)
| Końcowy wynik | Rok  | Turniej     | Nawierzchnia | Przeciwniczka | Wynik finału |
| Finalistka    | 2005 | French Open | Ceglana      | Ágnes Szávay  | 2:6, 1:6     |

### Gra podwójna (1)
| Końcowy wynik | Rok  | Turniej     | Nawierzchnia | Partnerka          | Przeciwniczki                           | Wynik finału  |
| Finalistka    | 2005 | French Open | Ceglana      | Amina Rakhim       | Wiktoryja Azaranka Ágnes Szávay         | 6:4, 4:6, 0:6 |
| Zwyciężczyni  | 2006 | US Open     | Twarda       | Mihaela Buzărnescu | Sharon Fichman Anastasija Pawluczenkowa | 7:5, 6:2      |